# Sigurd Jørgensen
Sigurd Gersdorf Jørgensen (Bergen, 15 dicembre 1887 – Bergen, 14 dicembre 1929) è stato un ginnasta norvegese.

## Palmarès

### Olimpiadi
- 1 medaglia:
  - 1 oro (Stoccolma 1912 nel concorso libero a squadre)